# Džon Lundvik
Džon Lundvik (šved. John Lundvik; 27. januar 1983) je švedski pevač, tekstopisac i bivši sprinter, najpoznatiji kao član atletskog kluba IFK Växjö i kao predstavnik Švedske na Pesmi Evrovizije 2019.

## Mladost
Lundvik je rođen u Londonu, a usvojili su ga švedski iseljenici u Engleskoj, nedelju dana posle njegovog rođenja. U Londonu je živeo do šeste godine kada se njegova porodica vratila u Švedsku, u grad Vekše. Nikada nije sreo svoje biološke roditelje.

## Karijera
Lundvik je bio strastveni sportista. Osvojio je mnogo medalja, uključujući zlato na omladinskom i juniorskom nivou. Godine 2005. Lundvik je bio član štafete 4 × 100 metara za IFK Växjö, koji je osvojio bronzanu medalju na prvenstvu Švedske 2005. godine.
Svoju muzičku karijeru započeo je 2010. kao kompozitor pesme "When You Tell the World You're Mine" za venčanje Viktorije, prestolonaslednice Švedske i Daniela Vestlinga. Lundvik je komponovao muziku za muzičare poput Antona Evalda, Isaka Eliota i Sanu Nilsen,te za film "Easy Money".
2016. godine Lundvik je napisao i izveo "All About the Games", švedsku pesmu za Olimpijske igre u Rio de Žaneiru. U 2018. godini Lundvik je učestvovao na Melodifestivalenu sa pesmom "My Turn", u pokušaju da predstavlja Švedsku na Pesmi Evrovizije 2018. Iz prvog polufinala je prošao u finale u kojem je bio treći.

## Pesma Evrovizije
Učestvovao je i na Melodifestivalenu 2019. sa pesmom "Too Late for Love", sa kojom je pobedio i dobio šansu da u drugom polufinalu predstavlja Švedsku na Pesmi Evrovizije 2019. u Tel Avivu. Pesma se kvalifikovala za finale i zauzela je peto mesto sa 334 boda. Istovremeno, komponovao je pesmu "Bigger Than Us", a verzija te pesme koju je otpevao Majkl Rajs izabrana je da predstavlja Ujedinjeno Kraljevstvo na Pesmi Evrovizije 2019. Majkl Rajs je sa tom pesmom bio poslednji u finalu.